# Mary Russell-Vick
Mary Russell-Vick, geboren als Mary de Putron, (16 juli 1922 – Pembury, 1 maart 2012) was een Brits hockeyer, afkomstig uit Guernsey. Russell-Vick speelde 30 wedstrijden voor de Engelse vrouwenhockeyploeg tussen 1947 en 1953 waarbij ze voornamelijk opviel door haar scorend vermogen. Na haar professionele carrière werkte ze mee aan de administratieve zijde van het Engelse vrouwenhockey. In 1976 werd ze op deze manier voorzitter van de "All England Women's Hockey Association". In 1980 kreeg ze, door haar toewijding aan de sport, de titel van Officier in de Orde van het Britse Rijk en mocht ze OBE aan haar naam toevoegen.
Russell-Vick overleed, na een korte ziekte, op 89-jarige leeftijd.